# Emirat Buchara

Flagge des Emirats

Das Emirat von Buchara war ein islamischer Staat im heutigen Usbekistan, hieß zuvor Khanat Buchara und war ein Nachfolgestaat des Usbeken-Khanats.
Unter der russischen Oberherrschaft nach 1868 vollzog sich ein langsamer und mühseliger Übergang in die Neuzeit.

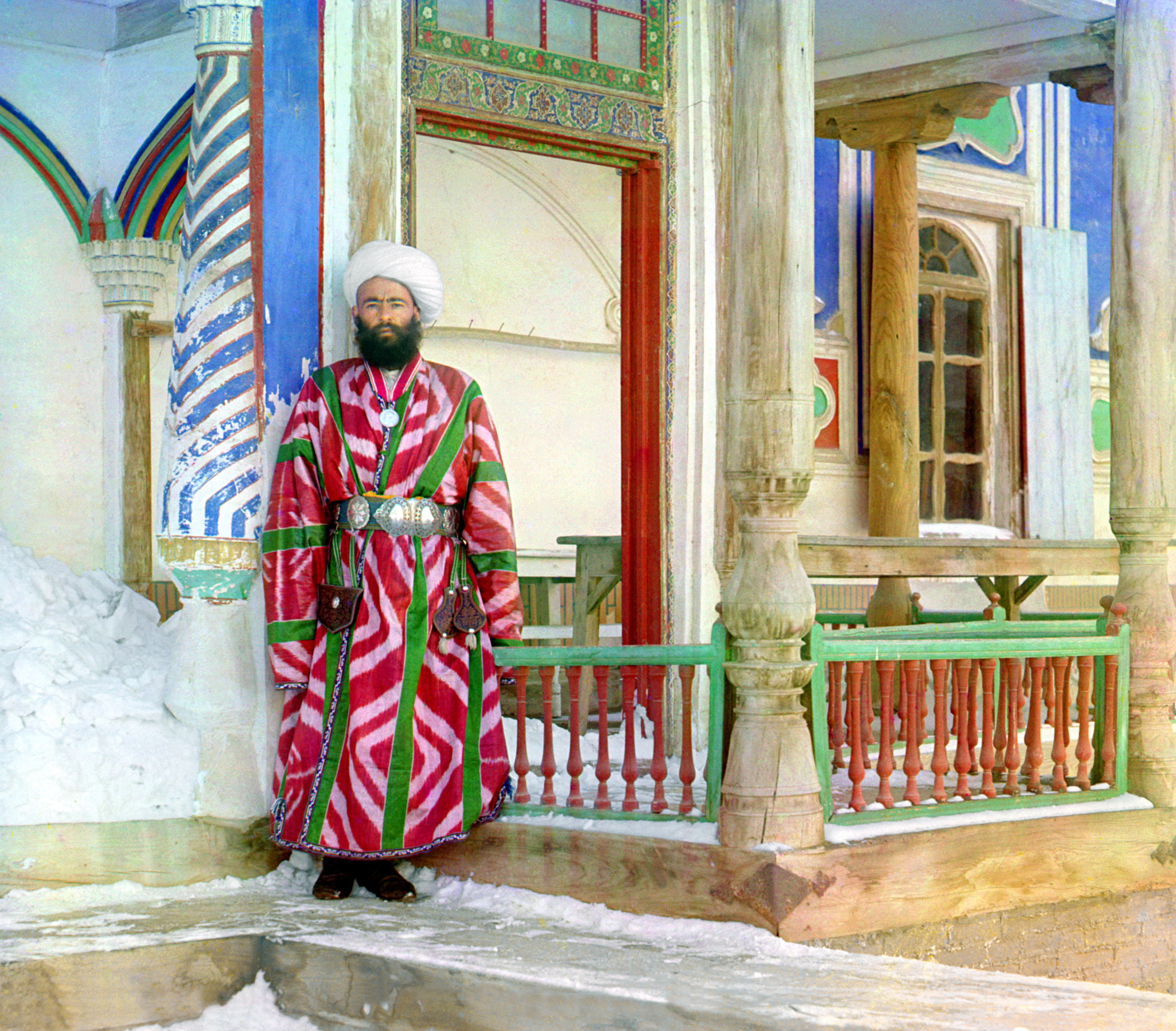
Beamter des Emirats Buchara (Farbaufnahme von Sergei Michailowitsch Prokudin-Gorski, um 1910)

## Vorgeschichte
Mohammed Scheibani war 1488 bis 1500 Vasall der Mogul-Khane, die ihm vorher bei seinen Feldzügen in Transoxanien geholfen hatten. Danach gewann er an Unabhängigkeit, zog gegen die timuridischen Nachfolgestaaten wie Samarkand und Buchara – und gründete das Usbeken-Khanat. Scheibanis Hauptgegner waren der Timuride Babur und der persische Schah Ismail. 1506 wurde aus dem Usbeken-Khanat das Khanat Buchara.

## Khanat
Zum Zeitpunkt von Mohammed Scheibanis Tod 1510 regierte in Buchara sein Neffe Ubaidullah b. Mahmud als Sultan.
Der Timuride Babur rückte 1511/12 mit persischer Hilfe nach Buchara und Samarkand vor, wurde jedoch zurückgeschlagen.
1533 wurde Ubaidullah b. Mahmud Khan von Buchara (bis 1539) und versuchte 1538 – erfolglos – das Khanat Chiwa zu erobern. Er führte den Krieg gegen den Iran fort, es gelang ihm jedoch nicht, Schah Tahmasp zu besiegen.

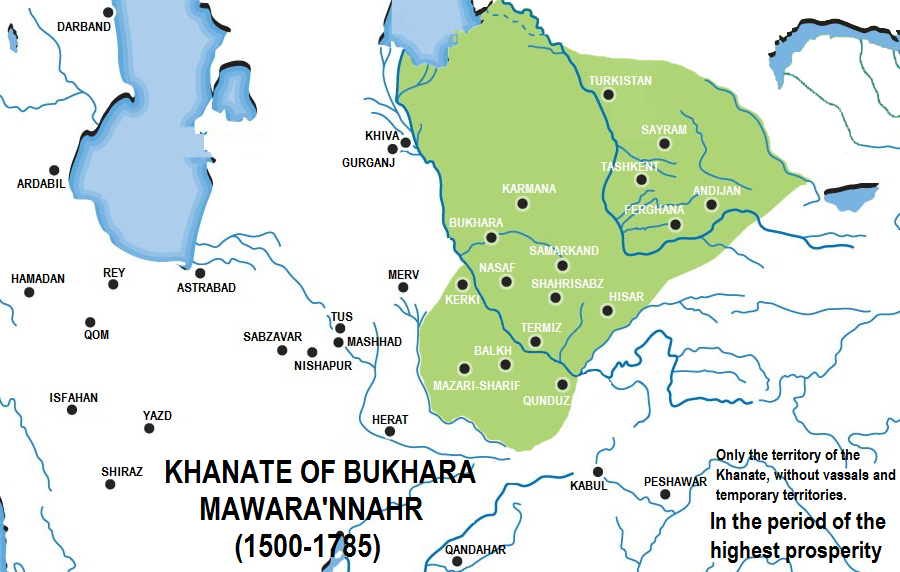
Khanat Buchara zur Zeit seiner größten Ausdehnung, in Englisch

1583 bis 1598 herrschte Abdullah (II.); seine lange Regierungszeit brachte Ruhe und Wohlstand, doch zu ihrem Ende kam es zu Kriegen und ungefähr 1598 griffen die Kasachen Buchara an. Mit dem Tod von erst Abdullahs Sohn und dann seinem Vetter wechselte die Dynastie 1598/99 zu den aus dem Khanat Astrachan stammenden Dschaniden-Dynastie (1599–1785). Um 1723 flüchteten große Gruppen von Kasachen nach Buchara und Samarkand: Ihr Volk wurde damals von den Dschungaren an den Rand der Existenz gebracht.
Im Juli/September 1740 griffen die Perser unter Nadir Schah an. Der Khan Abu'l Faiz wollte sich auf Rat des Mangitenclans unterwerfen, aber der Adel zwang ihn zum Krieg. Nadir Schah siegte mit Hilfe seiner überlegenen Artillerie und zog als Sieger in Buchara ein und verzichtete auf eine Plünderung. Abu'l Faiz musste sich als Vasall bekennen und ein Heiratsbündnis schließen.

## Emirat

Turkestan um das Jahr 1900

1753 übernahm Muhammad Rahim Bi, der von Nadir Schah abhängig war, die Herrschaft in Buchara; damit endete die Herrschaft der Dschaniden. Muhammad Rahim Bi begründete die Mangit-Dynastie und führte bereits anstelle „Khan“ den neuen Titel „Emir“ ein.
Die Herrscher beriefen sich nun auf islamische Prinzipien anstatt auf die dschingisidische Abstammung. Buchara war nun einer der wenigen Staaten in Zentralasien, die nicht von den Dschingisiden oder Timuriden regiert wurde.
Ab 1785 folgte Schah Murad, der den offiziellen Übergang zum Emirat vollzog und eine innere Islamisierung verfolgte. Seine äußeren Ziele waren insbesondere persische, also schiitische Städte. Es gelang ihm, die Stadt Marw zu erobern. Dabei wurde jedoch der wichtige Staudamm zerstört, die Bevölkerung wurde nach Buchara umgesiedelt und die Stadt verfiel – 1884 war sie weitgehend verlassen.
Murads Sohn Amir Haidar herrschte 1800–26; doch seine Eroberungspläne waren nicht sonderlich erfolgreich. Mit dem benachbarten Khanat Chiwa gab es Konflikte wegen Marw, mit Kokand wegen Ura-Tepe und mit Afghanistan wegen Balch, das 1817–50 besetzt wurde. 1842 eroberte die Armee unter Amir Nasrallah Kokand. Doch waren solche Erfolge nur kurzlebig.
Das Emirat befand sich im Spannungsfeld zwischen Persien, Kokand und Russland.

## Russische Eroberung
Der Zarenhof richtete schon seit dem frühen 17. Jahrhundert begehrliche Blicke auf Mittelasien. 1852 begann die russische Expansion in Mittelasien mit dem Angriff auf die zu Kokand (eigenständiges Khanat seit 1710) gehörende Festung Aq-mastschid am Syrdarja. Sie fand 1884 mit der Unterwerfung der Turkmenen und Eroberung von Merw ihren Abschluss. Der Gegensatz zwischen russischer und englischer Kolonialpolitik („The Great Game“) verhinderte eine weitere Expansion.
Der Emir von Buchara war 1866 bis 1868 das Angriffsziel der Russen. Am 20. Mai 1866 verlor seine Armee die Schlacht von Irdschar, die Bucharer wurden vollständig aufgerieben. Daraufhin rückten die Russen am 5. Juni in Chodschent ein. Am 13. Mai 1868 verlor seine Armee die Schlacht im Serawschan-Tal, woraufhin Samarkand in russische Hände fiel und die letzten Truppen des Emirs auf dem Weg nach Buchara zerschlagen wurden. Der Emir musste Samarkand an Russland abtreten und eine Kriegsentschädigung von umgerechnet 0,75 Millionen Euro zahlen. Zudem wurden nun sämtliche Außenbeziehungen des Emirats von Russland kontrolliert.
Der Emir Abd al-Ahad bekam den Rang eines Generaladjutanten des Zaren. Aber das Emirat wurde aus politischen Gründen nicht aufgelöst, Russland wollte mit dieser Großzügigkeit Eindruck bei den Nachbarn erwecken. An Plänen zur Annexion des Emirats fehlte es dennoch nicht, noch 1909 unterbreitete der Stab des Generalgouverneurs von Turkestan dem Zaren entsprechende Vorschläge.

## Nach der Eroberung
Bis zur russischen Eroberung Turkestans besuchten nur vereinzelte Ausländer das Land. Emir Nasr Allah richtete z. B. 1842 die britischen Gesandten Charles Stoddart und Arthur Conolly hin, und auch ansonsten ging es bei jeder russischen Gesandtschaft um den Freikauf von russischen Sklaven, von denen es 1834 500 bis 600 gab. Die Handelswege waren völlig unsicher, da von ständigen Überfällen der Kasachen und Turkmenen bedroht. So kam 1825 eine russische Karawane ins Land, entging mit Militäreskorte mehreren Überfällen und musste kurz vor Buchara wegen eines Krieges doch noch umkehren.
Nach der russischen Eroberung veränderte sich das Bild, es kam zu einem Zustrom ausländischer Besucher, vor allem von Diplomaten, weniger Händlern. Der größere Teil der ausländischen Berichte drehte sich um unablässige Kontrollen durch den Staat, eine willkürliche und strenge Sittenpolizei, grauenerregende Gefängnisse und die Todesstrafe bei geringfügigen Verbrechen. Erwähnenswert ist, dass schätzungsweise 25 % der Einwohner lesen und schreiben konnten – mehr als im damaligen Russland. Allerdings wurde das häufig mit dem Hinweis auf eine starke religiöse Komponente des Unterrichts und das Auswendiglernen des Korans abgetan.
Auch im Emirat wurden unter russischer Oberherrschaft Kreditbanken gegründet sowie eine Eisenbahnlinie über Qarshi gebaut. Das korrupte Regime des Emirs Alim Khan war nur an Geld interessiert: er besaß 100 Millionen russischer Goldrubel und 35 Millionen Pfund Sterling. Seine jährlichen Ausgabeposten waren Zahlungen für die Armee (1 Million) und an den Zaren (1 Million), dann für Polizei und andere Zwecke (0,2 Millionen). In seinem Memorandum an den Völkerbund gab er später an, für das Wohl seines Landes „eine Brücke gebaut“ zu haben (1921).
Nur manchmal gingen seine Interessen und das Landeswohl zusammen: So berichtet der zaristische Inspektor Graf von der Pahlen um 1908 in Turkestan davon, dass der Emir die russische Verwaltung regelmäßig mit wertvollen Orden bestach, um z. B. seinem Gebiet mehr Wasser aus einem modernen russischen Staudamm zukommen zu lassen.

## Ende des Emirats

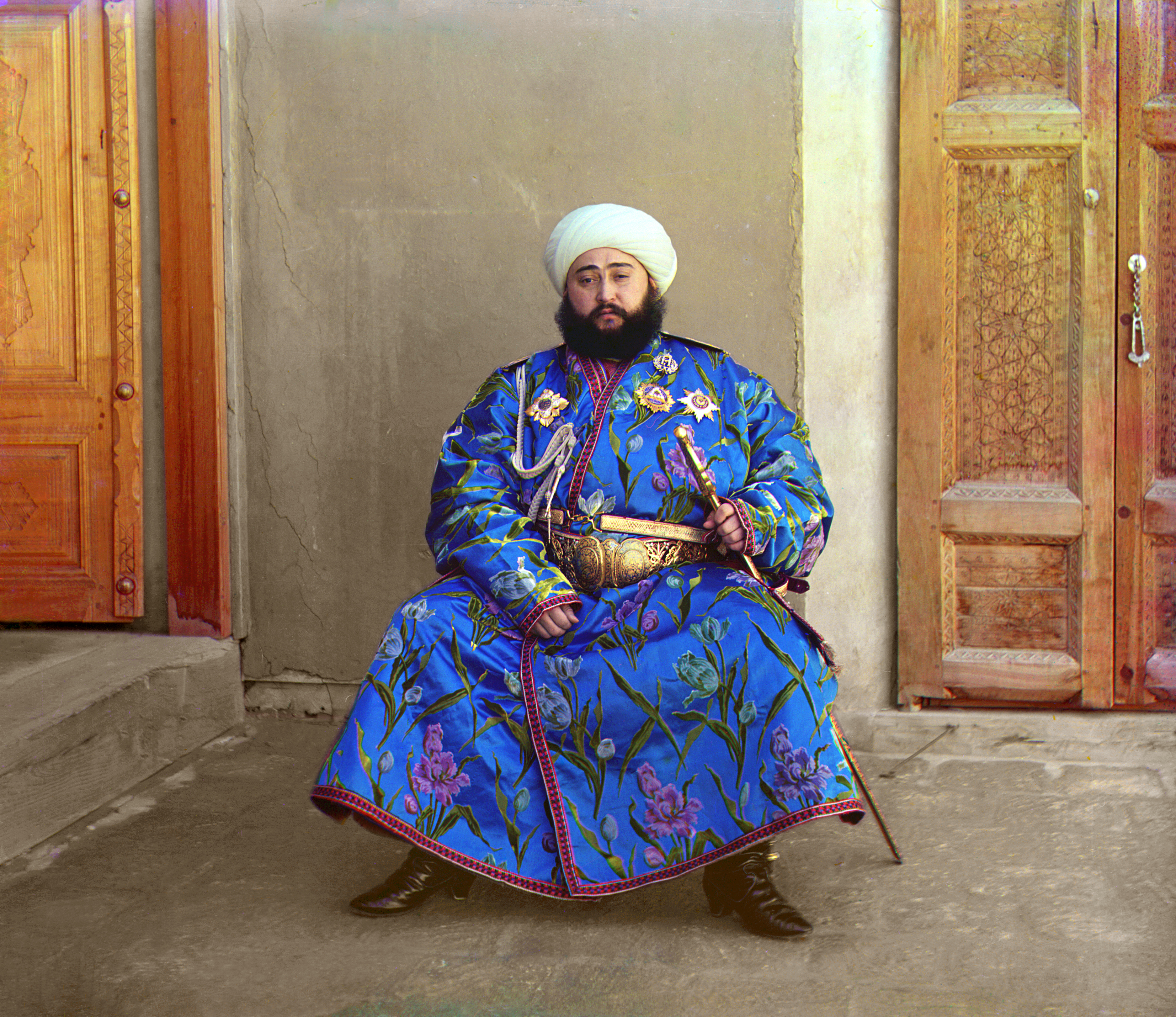
Alim Khan, der letzte Emir (Farbfotografie von Sergei Michailowitsch Prokudin-Gorski)

Innenpolitisch saß der Emir zwischen zwei Stühlen: dem allgegenwärtigen Einfluss der Geistlichkeit und mit der Revolution in Russland 1917 auch dem Widerspruch von im Ausland ausgebildeten Reformkräften. Im April 1917 trat in Taschkent ein Kongress der Muslime Turkestans zusammen, um über die Zukunft Mittelasiens zu beraten. Ende des Jahres 1917 verzeichnete man 8 Regierungen mit 6 verschiedenen staatlichen Ausrichtungen: die zwei Emirate Buchara und Chiwa, zwei national-teilautonome Staaten (Alasch Orda und Kokand), das Sowjetkommissariat in Taschkent, die Weißgardisten in Omsk, die Alaj-Horde im gleichnamigen Gebirge und ein Kosakenstaat am Ural.
Das Sowjetkommissariat unter Fjodor Kolessow schritt 1918 zum Angriff auf Buchara, das wie Chiwa mit London Verhandlungen darüber führte, sich statt des bisherigen russischen fortan britischem Protektorat zu unterstellen. Der Kolessow vom Emir entgegengestellte Befehlshaber verweigerte jede Maßnahme und wurde später hingerichtet: „Wenn wir Vorbereitungen treffen, so können uns die gut ausgebildeten russischen Soldaten angreifen und die Folge wird sein, dass die Bevölkerung vernichtet wird.“ Aber trotz sowjetischer Erfolge, wie der Plünderung der zweiten Schatzkammer des Emirs bei Eroberung einer Festung, wurde der Angriff am 25. März 1918 abgebrochen, Kolessow fürchtete den von der Geistlichkeit propagierten allgemeinen Aufstand. Danach erkannten die Sowjets das Emirat als unabhängigen Staat an und überließen dem Emir sogar 40 Geschütze.
Im Inneren organisierte vor allem Fajzullah Chodscha, ein radikaler Reformer mit ausgezeichneten Kontakten zu den Sowjets und zweitreichster Mann Bucharas (nach dem Emir) den Widerstand gegen den Emir. Er beabsichtigte eine kulturelle wie soziale Reform.
1920 griff dann seine (unbedeutende) „Kommunistische Partei von Buchara“ zu den Waffen und bat am 29. August 1920 die Sowjets um Hilfe, die sich die Unterstützung der „Werktätigen des Emirats“ nicht entgehen ließen: Michail W. Frunse sandte 7.000 Mann Infanterie, 2.500 Mann Kavallerie, 5 Panzerzüge, 40 Geschütze und 11 Flugzeuge nach Buchara, die „Kommunisten“ des Emirats verfügten angeblich über 5.000 Mann Infanterie und 2.000 Mann Kavallerie. Auf Seiten des Emirs standen 8.700 Mann Infanterie und 7.500 Mann Kavallerie, dazu angeblich 27.000 irreguläre Kämpfer.
In der Schlacht um Buchara am 28. August 1920 trafen die beiden Streitmächte aufeinander. Die Kämpfe dauerten bis zum 2. September, der Emir verlor und floh nach Afghanistan.

## Volksrepublik Buchara
Am 18. Oktober 1920 wurde die Sozialistische Volksrepublik Buchara ausgerufen, Fajzullah Chodscha nahm für sich den Titel des „Vorsitzenden des Ministerrates“ in Anspruch. Der Regierung fehlten aber die Kader für die Umsetzung von Reformen, sie musste sich auf die alten Eliten des Emirs stützen, die entsprechend wenig an den Reformen interessiert waren. Dazu kam die Angst, nicht die religiösen und gesellschaftlichen Traditionen zu verletzen. So verlor die Regierung die Unterstützung der armen Bevölkerungsschichten wieder. Im Osten des Landes sammelte der gestürzte Emir Said Alim Khan mit britischer Hilfe Kämpfer gegen die Sowjets, wurde aber von der Roten Armee Anfang 1921 wieder nach Afghanistan vertrieben. Ende 1921 dann überschritten seine Anhänger erneut die Grenze und verbündeten sich mit den Basmatschen und Enver Pascha. Enver, von Alim Khan zum „Oberbefehlshaber der Streitkräfte des Islam und Statthalter des Emirs von Buchara“ ernannt, eroberte tatsächlich Duschanbe und besetzte ganz Ost-Buchara (Tadschikistan), wurde aber im Sommer 1922 von den Sowjets geschlagen und fiel im Kampf.
Die Volksrepublik Buchara war am 4. März 1921 in einem Bündnisvertrag zwischen Buchara und der Sowjetunion als unabhängig anerkannt worden. Sämtliche Minister der Republik – mit Ausnahme Fajzullah Chodschas – wurden jedoch Ende 1923 von den Sowjets verhaftet und nach Moskau geschafft. Nach ihrer Rückkehr riefen sie unter sowjetischem Druck am 19. September 1924 die „Sozialistische Republik Buchara“ aus, die bald darauf von Moskau unter nationalen Gesichtspunkten aufgelöst und zur Usbekischen SSR umgewandelt wurde.

## Emire von Buchara aus der Dynastie der Mangiten
- 1785–1800 Mir Machzum Schah Murad
- 1800–1826 Haidar Tora
- 1826 Hussain
- 1826 Omar
- 1826–1860 Nasr Allah
- 1860–1885 Muzaffar ad-Din
- 1885–1911 Abd al-Ahad Khan
- 1911–1920 Alim Khan